# Холодное эвенкийское сельское поселение
Сельское поселение «Холодное эвенкийское» (бур. Хүйтэнэй Эвенкын hомон) — муниципальное образование в Северо-Байкальском районе Бурятии. Административный центр — посёлок Холодная.

## География
Площадь МО СП «Холодное эвенкийское» — 105 га, из них сельскохозяйственные угодья — 18 га, остальное — леса. Поселение расположено к северо-востоку от райцентра — посёлка Нижнеангарск. Расстояния: от посёлка Холодная до Нижнеангарска — 18 км; до города Северобайкальска — 42 км. 

## Население
| 2002 | 2011 | 2012 | 2013 | 2014 | 2015 | 2016 |
| ---- | ---- | ---- | ---- | ---- | ---- | ---- |
| 395  | ↗406 | ↘394 | ↗399 | ↗400 | ↘386 | ↘382 |
| 2017 | 2018 | 2019 | 2020 | 2021 | 2023 | 2024 |
| ↘380 | ↘365 | ↘360 | ↗363 | ↗380 | ↘379 | ↘367 |
| 2025 |      |      |      |      |      |      |
| ↘356 |      |      |      |      |      |      |

На территории поселения на 1 января 2014 года проживало 436 человек, из них коренных жителей, эвенков Киндигирского рода, — 174 человека.

## Состав сельского поселения
| № | Населённый пункт | Тип населённого пункта          | Население |
| - | ---------------- | ------------------------------- | --------- |
| 1 | Душкачан         | посёлок                         | ↗68       |
| 2 | Холодная         | посёлок, административный центр | ↗345      |

## Экономика
Основное занятие жителей — сельское хозяйство. Коренное население занято оленеводством, рыболовством.
По территории сельского поселения проходит Байкало-Амурская магистраль. В местности Перевал находится Холодненское месторождение полиметаллов. 

## Инфраструктура
Киндигирская средняя общеобразовательная школа (единственная в районе с преподаванием эвенкийского языка), детский сад, культурно- досуговый центр, эвенкийский историко-этнографический музей, фельдшерско-акушерский пункт, почтовое отделение, ТОС «Асикта».